# Clematis foetida
Clematis foetida är en ranunkelväxtart som beskrevs av Etienne Fiacre Louis Raoul. Clematis foetida ingår i släktet klematisar, och familjen ranunkelväxter. Inga underarter finns listade i Catalogue of Life.